# X Giochi panarabi
I X Giochi panarabi si sono svolti dal 24 settembre al 10 ottobre 2004 ad Algeri, in Algeria. All'evento hanno partecipato un totale di 3.240 atleti, rappresentanti 22 nazioni del mondo arabo, i quali si sono sfidati in 26 sport. Originariamente prevista per il 2003, la competizione è stata rimandata di un anno a causa del terremoto di Boumerdès.

## Nazioni partecipanti
| - Arabia Saudita - Algeria - Bahrein - Comore - Egitto - Emirati Arabi Uniti - Gibuti - Giordania - Iraq - Kuwait - Libano | - Libia - Marocco - Mauritania - Oman - Palestina - Qatar - Siria - Somalia - Sudan - Tunisia - Yemen |

## Sport
| - Atletica - Atletica - Ciclismo - Ginnastica artistica - Gaolball - Golf - Judo - Karate - Kickboxing - Lotta - Nuoto - Pallacanestro - Pallacanestro | - Pallavolo - Pugilato - Scacchi - Scherma - Squash - Sollevamento pesi - Sport equestri - Taekwondo - Tennis - Tennistavolo - Tiro con l'arco - Tiro con l'arco - Vela |

## Medagliere
| Pos. | Nazione             |    |    |    | Totale |
| ---- | ------------------- | -- | -- | -- | ------ |
| 1    | Algeria             | 91 | 89 | 87 | 171    |
| 2    | Egitto              | 81 | 52 | 49 | 127    |
| 3    | Tunisia             | 46 | 39 | 47 | 51     |
| 4    | Siria               | 24 | 30 | 36 | 90     |
| 5    | Marocco             | 21 | 38 | 41 | 100    |
| 6    | Arabia Saudita      | 16 | 20 | 18 | 54     |
| 7    | Iraq                | 13 | 24 | 34 | 54     |
| 8    | Giordania           | 11 | 19 | 31 | 61     |
| 9    | Libia               | 5  | 2  | 3  | 10     |
| 10   | Emirati Arabi Uniti | 4  | 5  | 10 | 19     |
| 11   | Kuwait              | 3  | 6  | 18 | 27     |
| 12   | Qatar               | 3  | 5  | 18 | 26     |
| 13   | Libano              | 3  | 3  | 5  | 11     |
| 14   | Yemen               | 3  | 1  | 4  | 8      |
| 15   | Sudan               | 2  | 6  | 3  | 11     |
| 16   | Bahrein             | 2  | 1  | 3  | 6      |
| 17   | Palestina           | 0  | 1  | 1  | 2      |
| 18   | Oman                | 0  | 1  | 0  | 1      |